# Jason Filardi
Jason Filardi ist ein US-amerikanischer Drehbuchautor, Schauspieler, Filmproduzent und -regisseur. Er ist der Bruder von Peter Filardi. Seit 2003 trat mehrmals als Drehbuchautor in Erscheinung, 2010 gab er mit dem Fernsehfilm Back Nine sein Regiedebüt. 1996 sowie im Jahr 2000 war er in Der Hexenclub  und Ricky 6 in Kleinstrollen als Schauspieler aktiv. 

## Filmografie (Auswahl)

### Als Drehbuchautor
- 2003: Haus über Kopf (Bringing Down the House)
- 2004: Drum – Wahrheit um jeden Preis (Drum)
- 2009: 17 Again – Back to High School (17 Again)
- 2010: Back Nine (Fernsehfilm)

### Als Ausführender Produzent
- 2004: Drum – Wahrheit um jeden Preis (Drum)
- 2010: Back Nine (Fernsehfilm)

### Als Regisseur
- 2010: Back Nine (Fernsehfilm)